# Lire (folyóirat)
A Lire (jelentése francia nyelven ’olvasni’) 1975-ben alapított, havonta megjelenő francia irodalmi folyóirat. Alapítója Jean-Louis Servan-Schreiber esszéíró, lapkiadó (1937–2020) és Bernard Pivot (1935) újságíró, kulturális tv-műsorok vezetője. A lap székhelye Párizsban van, jelenlegi tulajdonosa az Éditions Médias Culture et Communication (EMC2).

## Története
A lap 2015 januárjáig a belga Roularta Media Group tulajdonában állt. Akkor megvásárolta Patrick Drahi médiamágnás, befektető. 2016-ban továbbadta az SFR-nek (Société française du radiotéléphone) , attól pedig 2017-ben felvásárolta Jean-Jacques Augier kiadó, üzletember és Stéphane Chabenat.

### 2020 után
Cégük, az EMC2 később felvásárolta a konkurenciát, a Le Nouveau Magazine littéraire irodalmi folyóiratot (1966 és 2017 között Le Magazine littéraire címen jelent meg), amely így 2020-ban megszűnt. A Lire, melynek szerkesztősége főként a nagyközönség felé orientálódik, 2019-ben átlagosan 46 ezer példányban kelt el. A felvásárlást követően a folyóirat már Lire-Magazine littéraire címen jelenhet meg.

## Fordítás
- Ez a szócikk részben vagy egészben  a   Lire (magazine) című angol Wikipédia-szócikk ezen változatának fordításán alapul.  Az eredeti cikk szerkesztőit annak laptörténete sorolja fel. Ez a jelzés csupán a megfogalmazás eredetét és a szerzői jogokat jelzi, nem szolgál a cikkben szereplő információk forrásmegjelöléseként.